# Carlos Taberner
Carlos Taberner Segarra (født 8. august 1997 i Valencia, Spanien) er en professionel tennisspiller fra Spanien.